# Staatsoberhaupt

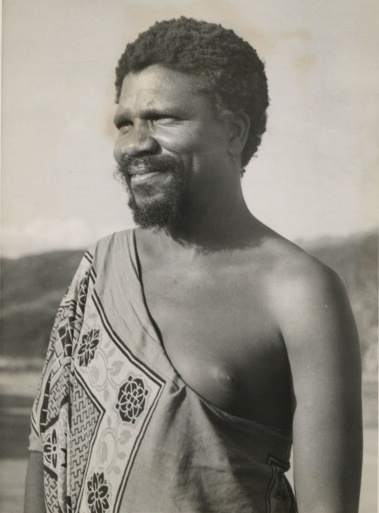
Der König von Eswatini Sobhuza II. war mit einer Amtszeit von über 82 Jahren das am längsten amtierende Staatsoberhaupt der Geschichte.

Das Staatsoberhaupt steht an der Spitze der staatlichen Ämterhierarchie. Es repräsentiert den Staat nach innen und außen, ist im Sinne des Völkerrechts vollumfänglich bevollmächtigter Vertreter seines Landes und bestätigt formal die Ernennung in Staatsämter sowie die Ausfertigung von Gesetzen. Auswahl und Funktion des Staatsoberhauptes sowie die Ausgestaltung und Machtfülle seines Amtes sind zentrale Merkmale der Staatsform. In vielen Ländern, insbesondere in solchen, in denen das Staatsoberhaupt vornehmlich repräsentative Aufgaben hat, existiert neben ihm zusätzlich ein Regierungschef, der die tatsächliche politische Macht ausübt.
Staatschef ist eine inoffizielle Bezeichnung, die insbesondere der Kürze wegen in den Wendungen Staats- und Parteichef (eines kommunistisch regierten respektive realsozialistischen Staates, siehe auch Vorsitzender des Staatsrats) oder Staats- und Regierungschefs (der Europäischen Union, der G7, der G20) anzutreffen ist und sich allgemein auf diejenigen Staatsoberhäupter bezieht, die neben repräsentativen auch exekutive Aufgaben erfüllen und damit eine politisch relevante Weisungskompetenz besitzen, wie der französische oder der US-amerikanische Präsident.

## Formen
In einer Monarchie ist das Staatsoberhaupt immer der Monarch (beispielsweise ein König, wie in Spanien und Thailand) und zugleich der Souverän.
In den Commonwealth Realms (mit Ausnahme Großbritanniens) ist der König außer Landes ansässig, da er in Personalunion auch König des Vereinigten Königreichs ist. Daher wird der König von z. B. Australien, Kanada oder Jamaika in Ausübung seiner Funktionen als Staatsoberhaupt dieser Staaten von einem Generalgouverneur vertreten, der auf Vorschlag der jeweiligen Regierung vom Monarchen ernannt wird.
In einer Republik ist das Staatsoberhaupt lediglich Repräsentant des souveränen Volkes und wird zumeist Präsident oder zuweilen Staatspräsident genannt. Beispiele sind der Präsident der Vereinigten Staaten, der Bundespräsident Deutschlands (früher Reichspräsident) oder Österreichs und der französische Staatspräsident (Präsident der Republik). Ihre Rollen haben sich historisch häufig am Vorbild der zuvor herrschenden Monarchen herausgebildet, was auch teilweise heute noch ihre verfassungsmäßige Stellung, etwa im Bezug auf den Regierungschef, erklärt (hieraus ergab sich etwa auch der Spitzname „Ersatzkaiser“ für den deutschen Reichspräsidenten).
Die Funktionen von Staatsoberhaupt und Regierungschef können in einem Amt vereint sein: Die USA als präsidentielles Regierungssystem oder Südafrika sind hierfür Beispiele. Auch die meisten Autokratien besitzen nur ein Amt für beide Funktionen; allerdings gab es auch prominente Beispiele, in denen der Diktator formell nicht Staatsoberhaupt war: So etwa Benito Mussolini unter Viktor Emanuel III. oder Adolf Hitler unter Paul von Hindenburg (bis zu dessen Tod 1934).
Amtliche Bezeichnung des Staatsoberhaupts im Vichy-Regime war Chef d’Etat, im Franquismus Jefe de Estado (dt. ‚Staatschef‘). In den Anfängen der Zweiten Polnischen Republik lautete die Bezeichnung von 1918 bis 1922 Naczelnik Państwa (dito).
Im Vatikanstaat ist das formelle Staatsoberhaupt der Papst als absoluter Monarch, was als Erbe des Kirchenstaates und in Europa als Unikum verstanden werden kann. Zudem ist er in Personalunion auch Repräsentant des Heiligen Stuhls.
Auch die Gliedstaaten eines (gesamtstaatlichen) Bundesstaats können Staatsoberhäupter haben. In den Vereinigten Staaten beispielsweise werden Gouverneure als Staatsoberhaupt eines US-Bundesstaates angesehen. Als teilsouveräne Gliedstaaten haben diese ein eigenes Polit- und Rechtssystem, wobei die Stellung des Gouverneurs jener des Präsidenten auf Bundesebene gleichkommt. Die Ministerpräsidenten der deutschen Länder sind ebenfalls Staatsoberhäupter, auch wenn im Vergleich zum US-amerikanischen System eine geringere Machtfülle und wegen der Verfassungsarchitektur eine stärkere Abhängigkeit von der Legislative besteht.
Die jeweiligen Befugnisse können in den verschiedenen politischen Systemen stark voneinander abweichen.

## Sonderfälle

### Kollektive Staatsoberhäupter

#### Aktuell
Einige wenige moderne Staaten kennen formell kein individuelles Staatsoberhaupt, sondern nur kollektive Staatsorgane, welche mit den Amtsgeschäften betraut sind:
- Die Schweiz hat kein eindeutig bestimmtes Staatsoberhaupt. Das Schweizer Parlament wählt jährlich ein Mitglied des Bundesrates zum Bundespräsidenten. Allerdings ist dieser nur primus inter pares („Erster unter Gleichen“) – lediglich auf internationaler Ebene wird er als Staatsoberhaupt behandelt. Die Rolle des Staatsoberhauptes nehmen de facto untereinander die Bundesversammlung, der Nationalratspräsident, der Bundespräsident, der gesamte Bundesrat wie auch das wahlberechtigte Staatsvolk und die Kantone als Souverän wahr.[1]
- Bosnien und Herzegowina hat ein ethnisch-paritätisch besetztes Staatspräsidium mit wechselndem Vorsitz. Ferner übt ein von der Staatengemeinschaft entsandter Hoher Repräsentant eine Funktion aus, die den Rechten eines Staatsoberhaupts nahekommt.

Die Republik San Marino und das Fürstentum Andorra haben (ähnlich wie bereits die Römische Republik mit den Konsuln) zwei Staatsoberhäupter:
- In San Marino sind zwei Capitani Reggenti (‚Regierende Hauptleute‘), gewählt für ein halbes Jahr, gleichberechtigtes Staatsoberhaupt.[2]
- In Andorra fungieren der französische Staatspräsident und der spanische Bischof von Seu d’Urgell als Co-Fürsten von Andorra als kollektives Staatsoberhaupt, wenn sie die Interessen des Landes nach außen vertreten.[3] Weiterhin verfügen sie über ein Vetorecht bei internationalen Verträgen und in der Gesetzgebung.[4]

#### Ehemalige kollektive Organe
Ein kollektiv (also von einem aus mehreren Personen bestehenden Verfassungsorgan) ausgeübtes Amt des Staatsoberhauptes existierte historisch auch in einigen realsozialistischen Ländern des ehemaligen Ostblocks, beispielsweise in der DDR (Staatsrat der DDR, bis 1960 allerdings der Präsident der DDR), der Sowjetunion (Präsidium des Obersten Sowjets) und in der VR Polen (Staatsrat). Auch Jugoslawien hatte nach dem Tod Josip Broz Titos ein derartiges kollektives Staatsoberhaupt, das Präsidium der SFRJ mit turnusmäßigem Vorsitzwechsel. Dabei galt der Vorsitzende als primus inter pares und daher de facto als Staatsoberhaupt.
Während der Zweiteilung der international bis auf wenige Ausnahmen nicht anerkannten polnischen Exilregierung 1954–1970 stellte der Dreierrat als Kollektivorgan eines der konkurrierenden Exil-Staatsoberhäupter dar.
Im Sudan und im Irak wurde das kollektive Staatsoberhaupt der 1950er und 1960er Jahre als Souveränitätsrat bezeichnet (Irakischer Souveränitätsrat, Sudanesischer Souveränitätsrat).
In Libyen hat nach der Revolution 2011 ein Präsidium, Nationaler Übergangsrat genannt, als Staatsoberhaupt fungiert, dessen Vorsitzender Repräsentant des Souveräns ist.

### Staaten ohne formelles Staatsoberhaupt
- Schweiz: Formell existiert in der Schweiz kein Staatsoberhaupt. De facto übernimmt diese Aufgabe der Bundesrat unter der Leitung des Bundespräsidenten (siehe Abschnitt „Kollektive Staatsoberhäupter“).
- Nach der Verfassung Japans ist der Tennō (Kaiser) lediglich das „Symbol des Staates und der Einheit des Volkes“, nicht aber de jure Staatsoberhaupt. Seine wenigen politischen Befugnisse kann er nur zusammen mit der Regierung ausüben. Die souveräne Macht liegt allein beim Volk.

### Verstorbene Personen als Staatsoberhäupter
- In Nordkorea gilt der 1994 verstorbene Staatsgründer Kim Il-sung laut Parlamentsbeschluss von 1998 als ewiger Präsident, obwohl de facto sein Enkel Kim Jong-Un als Oberster Führer das Amt ausfüllt und mit Choe Ryong-hae als Vorsitzender der Obersten Volksversammlung auch ein formelles Staatsoberhaupt existiert.
- Im Iran ist nach Artikel 5 der iranischen Verfassung formell der „entrückte“ zwölfte Imam Muhammad al-Mahdī das Staatsoberhaupt, der lediglich vom Obersten Führer Ali Chamenei vertreten wird (siehe Welāyat-e Faqih).